# Керальо, Луиза-Фелисите де
Луиза-Фелисите де Керальо (фр. Louise-Félicité de Keralio, 25 августа 1756, Париж — 31 декабря 1822, Брюссель) — французская писательница и переводчица

, писавшая под своим девичьим именем; борец за права женщин.

## Биография
Луиза-Фелисите де Керальо родилась 25 августа 1758 года в городе Париже, происходила из мелкой бретонской знати. Её отцом был Луи-Феликс Гинеман де Кералио, который служил наставником принца Пармского вместе с Этьенном Бонно де Кондильяком и преподавал в Военной школе до 1776 года. Её матерью была Франсуаза Абей; она присутствовала при дворе Версаля с октября 1777 года по апрель 1782 года.

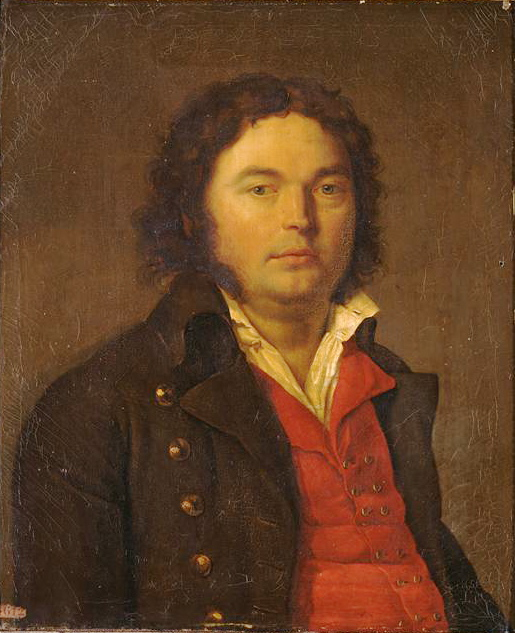
Робер, Пьер-Франсуа-Жозеф — муж

Вскоре она вышла замуж за Пьера-Франсуа-Жозефа Робера, публициста, политика, революционера и секретаря Жоржа Жака Дантона — одного из отцов-основателей Первой французской республики.
С 1786 по 1789 год де Керальо редактировала 14-томный сборник французских произведений, написанных женщинами, под названием «Collection des meilleurs ouvrages François composés par des femmes» (букв. «Сборник лучших французских произведений, написанных женщинами»). Однако масштаб задания оказался для неё слишком велик, и она не смогла его закончить за отведённый срок.
3 февраля 1787 года она была избрана в Аррасскую академию, куда её принял президент академии Максимилиан Робеспьер. С 1786/7 года она также была членом Патриотического бретонского общества, основанного её дядей, экономистом Луи-Полем Абеем.

### Французская революция
Во время Великой Французской революции де Керальо была политически активна и взяла на себя ряд ролей, которые были необычны для женщин, в том числе была членом Клуба кордельеров, где её муж какое-то время был президентом, и Братского общества патриотов обоих полов.
13 августа 1789 года она основала «le Journal d’État et du Citoyen», став первой женщиной — главным редактором журнала. В течение следующих двух лет она редактировала ряд других журналов, которые, по сути, были проводниками её взглядов на общество, права и революцию: «Le Mercure national, ou Journal d'État et du Citoyen», затем «Le Mercure national et Révolutions de l'Europe» и, наконец, «Le Mercure national et étranger, ou Journal politique de l’Europe». Она закончила свою карьеру политического публициста в июле 1791 года, за несколько месяцев до рождения дочери.
Керальо придерживалась сильных, хотя и умеренных взглядов на роль женщин. Например, когда политический теоретик Эмманюэль Жозеф Сьейес предложил в 1789 году, чтобы будущая конституция сделала женщин и детей «пассивными гражданами», «Journal d’etat et du citoyen» прокомментировал:

«Мы не понимаем, что он имеет в виду, когда говорит, что не все граждане могут принимать активное участие в формировании активной власти правительства, что женщины и дети не могут иметь никакого влияния на государство. Конечно, женщины и дети не работают. Но единственный ли это способ активного влияния на государство? Речи, чувства, принципы, запечатленные в душах детей с самой ранней юности, о которых должны заботиться женщины, влияние, которое они передают в обществе, среди своих слуг, своих приближенных, — все это безразлично для отечества?»

После бегства короля Людовика XVI и его семьи в Варен Центральный комитет народных обществ, который координировали Керальо и Робер, распространил петицию, в которой говорилось, что Людовик XVI покинул свой пост, что этим актом лжесвидетельства он фактически отрекся от престола и что подписавшие больше не обязаны быть верными королю. На следующий день была организована церемония подписания на Марсовом поле, что привело к резне на Марсовом поле.

### После революции
Её муж, Робер, был назначен префектом Рокруа во время Ста дней, но, поскольку он проголосовал за смерть Людовика XVI, супружеской паре пришлось отправиться в изгнание в Брюссель при Людовике XVIII; там Робер стал обычным торговцем вином.
Луиза-Фелисите де Керальо умерла 31 декабря 1822 года в Брюсселе.
Она наиболее известна следующими своими трудами: «Histoire d’Elisabeth tirée des écrits originaux anglais» (1785—1788), «Collection des meilleurs ouvrages français composés par des femmes» (1786—1789) и «Les crimes des reines de France» (1793).